# 30934 Бейкергансен
30934 Бейкергансен (30934 Bakerhansen) — астероїд головного поясу, відкритий 16 листопада 1993 року.
Тіссеранів параметр щодо Юпітера — 3,877.